# Едвард Тич
Едвард Тич (енгл. Edward Teach, још познат и као Црнобради; 1680 – 22. новембар 1718) био је озлоглашени енглески гусар који је деловао на просторима око Западноиндијских острва и источне обале британских колонија у Северној Америци. Иако се о његовом раном животу не зна много, сматра се да је рођен у Бристолу, у Енглеској. Према новијим генеалошким истраживањима, његова породица преселила се на Јамајку, где је 1706. године Едвард Теч Млађи заведен у регистар као маринац у служби Краљевске ратне морнарице на броду њеног краљевског величанства “Виндзор.” Могуће је да је радио за корсаре током Рата краљице Ане, пре него што се преселио на Бахамско острво Њу Провиденс, базу капетана Бенџамина Хорниголда, чијој посади се Тич придружио око 1716. године. Хорниголд га је поставио за капетана слупа који је претходно заузео, па су се заједно бавили пиратеријом. У томе су им помогла још два брода која су се придружила њиховој флоти, једним од којих је командовао Стед Бонет. Међутим, крајем 1717. године Хорниголд се повукао из пиратерије и са собом повео два брода.
Тич је заузео француски трговачки брод, преименовао га у “Освета краљице Ане” и опремио га са 40 топова. Постао је чувени гусар, а надимак је добио по својој густој, црној бради и застрашујућем изгледу, причало се и да је везивао запаљене фитиље испод свог шешира да би застрашивао непријатеље. Оформио је гусарски савез и држао под опсадом луку Чарлстон у Јужној Каролини. Узео је откупнину за грађане Чарлстона, након чега се “Освета краљице Ане” насукала на пешчани спруд близу Бофорта у Северној Каролини. Црнобради и Бонет су се разишли, па се Црнобради преселио у Бат, где је помилован. Али убрзо се вратио на море, кад је привукао пажњу Александра Спотсвуда, гувернера Вирџиније. Спотсвуд је послао војнике и морнаре да заробе Црнобрадог, што су и успели 22. новембра 1718. године. Током крваве битке, Тич и неколико чланова његове посаде су убијени од стране мале групе морнара које је предводио поручник Роберт Мејнард.
Препредени и прорачунати вођа, Тич је одбијао да употребљава силу, већ се више ослањао на свој застрашујући изглед како би изазвао жељену реакцију код оних које је пљачкао. Насупрот модерној слици тиранина, Црнобради је својим бродовима управљао уз допуштење њихове посаде, а не постоје никакви докази да је икада повредио или убио неког од својих заробљеника. После смрти је романтизиран и тако постао инспирација за разна дела о гусарима.

## Младост
Не зна се много о раном животу Црнобрадог. Верује се да је у време смрти имао између 35 и 40 година, па се закључује да је рођен око 1680. године. У списима из његовог времена, углавном се јавља као Црнобради, Едвард Теч или Едвард Тич; данас се најчешће користи последње. Међутим, постоји неколико верзија његовог презимена. Према једном извору његово право презиме је било Драмонд, али то не потврђује никаква документација. Гусари су углавном користили измишљена презимена док су се бавили пиратеријом, да не би осрамотили породично име, због чега се право име Црнобрадог вероватно никада неће сазнати.
Услед напредовања британских колонија у Америци у 17. веку и убрзане експанзије трансатлантске трговине робљем у 18. веку, Бристол је постао важна међународна лука, па је Тич вероватно одрастао у тада другом највећем граду у Енглеској. Вероватно је умео да чита и пише; комуницирао је са трговцима, а када је убијен код њега је пронађено писмо од министра правде и секретара Провинције Каролине, Тобајаса Најта. Писац Роберт Ли је на основу овога претпоставио да је Тич рођен у имућној породици. Вероватно је на Карибе дошао последњих година 17. века, на трговачком броду (могуће на броду за превоз робова). У 18. веку је писац Чарлс Џонсон тврдио да је Тич радио за корсаре током Рата за шпанско наслеђе, и да се “често истицао због своје неуобичајене смелости и личне храбрости.” У складу са подацима из његовог живота пре него што је постао гусар, не зна се ни када се придружио рату.

## Њу Провиденс
Због своје историје колонизације, трговине и пиратерије, Западноиндијска острва су била центар многих поморских инцидената у 17. и 18. веку. У 18. веку, Хенри Џенингс, корсар који је постао гусар, и његови следбеници одлучили су да од ненасељеног острва Нови Провиденс направе своју базу операција; имало је лак приступ Флоридском пролазу и трговачким рутама где су пролазили многи бродови који су прелазили Атлантик. У луку Новог Провиденса могло је да пристане на стотине бродова, а била је превише плитка за бродове Краљевске ратне морнарице. Писац Џорџ Вудбери је Нови Провиденс описао као “не град за домове, већ за привремено боравиште и освежење за буквално плутајућу популацију,” настављајући,
“Једини трајни становници су следбеници гусарских кампова, трговци и улизице, сви остали су пролазни”. У Новом Провиденсу су гусари налазили предах од закона.
Тич је био један од оних који су дошли да уживају у повластицама које је пружало ово острво. Вероватно брзо након потписивања споразума у Утрехту, доселио се са Јамајке, и са многим корсарима који су учествовали у рату, почео је да се бави пиратеријом. Вероватно око 1716. године, придружио се посади капетана Бенџамина Хорниголда, чувеног гусара који је делао слободним водама Новог Провиденса. 1716. године, Хорниголд је поставио Тича за капетана слупа који је претходно освојио. Почетком 1717. године, Хорниголд и Тич су кренули ка континенту. Заузели су брод који је извозио 120 буради брашна из Хаване, а потом су узели и 100 буради вина са слупа из Бермуда. Пар дана касније, зауставили су брод који је пловио из Мадеире до Чарлстона у Јужној Каролини. Тич и његов интендантски официр Вилијам Хауард  су тада већ теже контролисали своју посаду. Они су већ сада развили склоност ка мадеирском вину, а 29. септембра, близу Кејп Чарлса, су са брода “Бети” из Вирџиније узели само пошиљку Мадеире, након чега су потопили брод са остатком терета.
Током ове пловидбе са Хорниголдом настаје и први извештај о Тичу, где се признаје као прави гусарски капетан са бројном посадом. У извештају антипиратске патроле Северне Каролине, капетан Метју Мунт описује како “Теч” управља слупом са 6 топова и око 70 чланова посаде. У септембру, Тич и Хорниголд сусрећу се са Стедом Бонетом, земљопоседником и војним официром из имућне породице, који се раније те године окренуо пиратерији. Око 70 људи који су чинили Бонетову посаду, били су незадовољни његовим вођством, те је Тич, уз Бонетову дозволу, преузео команду над његовим бродом “Освета.” Његову ескадрилу су сада чинила три брода: “Освета,” Тичов стари слуп и Хорниголдов “Ренџер.” До октобра, овој малој флоти се придружује још један освојени брод. Слупове “Роберт” из Филаделфије и “Добронамерни” из Даблина зауставили су и опљачкали 22. октобра 1717. године.
Као бивши британски корсар, Хорниголд је нападао само своје старе непријатеље, његовој посади је сметало то што нису нападали британске бродове пуне драгоценог терета, па је крајем 1717. године Хорниголд деградиран. Не зна се да ли је Тич имао неке везе са овом одлуком, али се Хорниголд убрзо повукао из пиратерије. Са собом је повео “Ренџера” и још један слуп, а други слуп и “Освету” је оставио Тичу. Никада се више нису срели, а Хорниголд је, попут многих станара Новог Провиденса, био помилован од стране Вудса Роџерса у јуну следеће године.

### Црнобради
Тичева два брода су 28. новембра напала француски трговачки брод близу обале Светог Винсента. Пуцали су са бочних страна изнад бедема, побили део његове посаде и тако приморали капетана да се преда. У питању је био брод “Конкорд” из Сен Малоа, велики француски теретни брод за превоз робова. Тич и његова посада су бродом отпловили јужно уз Свети Винсент и Гренадини, до острва Бекија, где су искрцали посаду и товар, а брод преправили за сопствене потребе. Посади “Конкорда” додељен је мањи Тичов слуп, који су они преименовали у “Mauvaise Rencontre” (Лош сусрет), па су отпловили за Мартиник. Тич је можда регрутовао део робова, али је остатак остављен на острву, а касније, када се посада брода “Mauvaise Rencontre” вратила, поново су заробљени.
Тич је “Конкорд” одмах преименовао у “Освета краљице Ане,” и опремио га са око 40 топова. Крајем новембра, близу Светог Винсента, напао је брод “Велики Ален.” После дуже борбе, приморао је велики, добро наоружани трговачки брод да се преда. Наредио им је да отплове близу обале, где је искрцао посаду, узео товар, а потом запалио и потопио брод. Овај догађај је забележен у Бостонском извештају, где се наводи да је Тич заповедао “француским бродом са 32 топа, бригантином од 10 топова и слупом од 12 топова.” Не зна се када и где је Тич заузео бригантину, али сматра се да је тада на ова три брода имао већ око 150 чланова посаде.
Тич је 5. децембра 1717. године зауставио трговачки брод “Маргарет” близу Острва Краба, код Ангвиле. Капетан брода, Хенри Босток, заједно са посадом, били су заробљени око осам сати, и били приморани да гледају како је њихов брод похаран. Босток, који је држан на “Освети краљице Ане,” враћен је на
“Маргарет” неповређен и дозвољено му је да оде са својом посадом. Он се вратио у своју базу, на острво Свети Кристофер, и овај инцидент пријавио гувернеру Волтеру Хамилтону, који му је тражио писмену изјаву. По Бостоковом сведочењу, Тич је имао два брода: слуп и велики француски теретњак холандске грађе, са 36 топова и 300 чланова посаде. Капетан је сматрао да је већи брод преносио скупоцени златни прах, сребрнину и један драгоцени пехар, који су наводно узели од заповедника “Великог Алена”. Тичова посада је рекла Бостоку да су претходно већ потопили неколико бродова, и да планирају да оду на Хиспаниолу, где би сачекали Шпанску армаду, која је превозила новац за плаћање гарнизона. Босток је тврдио и да га је Тич испитивао о кретању локалних бродова, али и да није био изненађен када му је Босток рекао да се из Лондона очекује краљевско помиловање за све гусаре.
У свом сведочењу, Босток је описао Тича као “високог, сувог човека који је имао веома црну браду, која је била веома дуга.” То су били први записи о Тичовом изгледу, а отуда и његов надимак, Црнобради. У каснијим описима помиње се да је његова густа, црна брада била исплетена у кике, некада увезане малим шареним тракама. Џонсон (1724) га описује као “такву појаву, да ни фурија из пакла не би страшније изгледала.” Не зна се да ли је Џонсонов опис био тачан, или мало улепшан, али изгледа да је Тич знао како изглед може да утиче на људе; боље да се непријатељима утера страх у кости, него да се ослања само на претње. Тич је био висок човек, широких рамена. Носио је чизме до колена и тамну одећу, велики шешир, а понекад и дуги плашт јарких боја од свиле или сомота. Према Џонсону, за време битке Тич је носио “повез преко рамена, са три каиша за пиштоље, који су висили у футролама попут реденика, и стављао упаљене шибице испод шешира,” ово последње вероватно да би још више нагласио свој застрашујући изглед. Упркос његовој репутацији немилосрдног гусара, не постоје никакви записи који би потврдили да је икада убио или повредио неког од својих заробљеника. Могуће је да је Тич користио и друге псеудониме; брод “Монсератски Трговац” наишао је на два брода и један слуп, којима су командовали капетан Кентиш и капетан Едвардс (познати псеудоним Стеда Бонета).

### Ширење Тичеве флоте
Није познато где се Тич кретао крајем 1717. и почетком 1718. године. Претпоставља се да су он и Бонет одговорни за напад код Светог Еустахија децембра 1717. године. Хенри Босток је тврдио да је чуо како гусари планирају да крену за залив Самана у Хиспаниоли, али брзом претрагом нису откривене никакве гусарске активности. Хјум, капетан брода њеног краљевског величанства “Скарбороу” (1711), известио је 6. фебруара: “прича се да гусарски брод са 36 топова и 250 чланова посаде, и слуп од 10 топова и 100 чланова посаде плове око Острва Заветрине.” Хјум је својој посади придодао војнике наоружане мускетама и придружио се броду њеног краљевског величанства “Сифорду” у потрази за овим бродовима, али безуспешно, мада су открили да су два брода потопила један француски брод код острва Свети Кристофер, а последњи пут су виђени како “одлазе низ северну страну Хиспаниоле.” Иако није потврђено да су овим бродовима командовали Тич и Бонет, писац Ангус Констам верује да је тако.
У марту 1718. године, док су пловили око острва Турнеф, источно од Белизеа, приметили су да слуп за сечу дрва са Јамајке, “Авантура,” пристиже у луку. Зауставили су брод и позвали капетана Дејвида Хериота да се придружи гусарима. Хериот и његова посада су прихватили позив, а Тич је послао посаду да управља
“Авантуром,” поставивши Израела Хендса за капетана. Отпловили су у Хондурашки залив, где су својој ескадри придружили још један брод и четири слупа. Тичова проширена флота је 9. априла опљачкала и спалила брод “Протестант Цезар.” Затим су отпловили на Велики Кајман, где су заузели један “мали брод‐корњачу”. Тич је затим вероватно кренуо ка Хавани, где је можда заузео мањи шпански брод који је испловио из кубанске луке. Затим су се упутили ка источној обали Флориде, ка олупини Шпанске флоте из 1715. Тамо је Тич искрцао посаду заузетог шпанског слупа, након чега је продужио северно до луке Чарлстон у Јужној Каролини, нападнувши успут три брода.

### Опсада Чарлстона
До маја 1718. године, Тич је себи доделио титулу комодора и био је на врхунцу своје моћи. Касније тог месеца, његова ескадра опсела је луку Чарлстон у Провинцији Јужна Каролина . Зауставили су све бродове који су улазили или излазили из луке, а како град није имао стражарски брод, прво су заузели спроводни чамац. Током наредних пет или шест дана, девет бродова је заустављено и опљачкано док су покушавали да пређу Чарлстонски спруд, где је била усидрена Тичева флота. Један од бродова, “Краули”, пловио је за Лондон са групом истакнутих грађана Чарлстона, међу којима је био и Семјуел Рег (члан Већа Провинције Каролине). Путници су испитивани о бродовима у луци, па затворени у потпалубље на пола дана. Тич је заробљеницима саопштио да су његовој флоти потребне медицинске потрепштине од владе Јужне Каролине, а ако нико не би пристао да их снабде, сви заробљеници би били погубљени, њихове главе би послали Гувернеру, а сви бродови би били потопљени.
Рег је пристао на Тичеве захтеве, а господину Марксу и двојици пирата дали су два дана да преузму лекове. Тич је преместио своју флоту, као и заробљене бродове, на око 5 или 6 лига од копна. Три дана касније, стигао је курир кога је послао Маркс, Марксов брод се преврнуо, што је одложило њихов повратак у Чарлстон. Тич је одобрио одлагање од два дана, али се ипак нико није вратио. Тада је сазвао састанак морнара, и преместио осам бродова у луку, што је изазвало општу панику у граду. Када је Маркс коначно стигао, објаснио је шта се догодило. Он је Гувернеру пренео захтеве гусара и лекови су брзо прикупљени, али нису могли да пронађу двојицу гусара који су му били пратња, касније су их пронашли пијане.
Тич је испоштовао свој део нагодбе и ослободио бродове и затворенике – мада су им узели све драгоцености, укључујући и скупоцену одећу коју су неки од њих носили.

### Залив Бофорт
Док је био у Чарлстону, Тич је сазнао да је Вудс Роџерс кренуо из Енглеске са неколико ратних бродова, са наређењем да очисти Западноиндијска острва од гусара. Тичева ескадра је запловила северно обалом Атлантика и у залив Топсејл (познатији као залив Бофорт), близу обале Северне Каролине. Тамо су планирали да нагну своје бродове да би им очистили корита, међутим, “Освета краљице Ане” се насукала на спруд, главни јарболсе поломио и оштетило се доста дрвене грађе. Тич је наредио слуповима да покушају да је ослободе уз помоћ канапа. Брод “Авантура”, којим је командовао Израел Хендс, такође се насукао. Оба брода су била превише оштећена, тако да су остали само “Освета” и шпански слуп.
Тич је чуо за краљевско помиловање и вероватно рекао Бонету да би га прихватио. Помиловање је важило за све гусаре који би се предали до 5. септембра 1718, али је постојала напомена да би имунитет важио само за злочине почињене пре 5. јануара. Иако је у теорији ово представљало претњу за Тича и Бонета због опсаде Чарлстона, власти би ипак могле да одбаце ове услове. Тич је сматрао да може да верује гувернеру Чарлсу Едену, али је ипак желео да сачека да види шта ће се десити неком другом капетану. Бонет је на мањој једрењачи одмах отишао у Бат, где се предао гувернеру Едену, и био је помилован. Потом се вратио у залив Бофорт по “Освету” и своју посаду, са намером да оде у Сент Томас и уновчи их. На његову несрећу, Тич је украо све драгоцености и опрему, а посаду оставио на острву. Бонет је хтео да му се освети, али није успео да га пронађе. Са својом посадом, поново се окренуо пиратерији, и заробљени су 27. септембра 1718. године на ушћу реке Кејп Фир. Сви осим четворице су осуђени и обешени у Чарлстону.
Писац Роберт Ли претпоставља да су Тич и Хендс намерно насукали бродове да би се решили дела посаде и тако задржали већи део плена за себе. Током суђења Бонетовој посади, подофицир “Освете” Игнациус Пел сведочио је да је “брод насукан и изгубљен, што је изазвао Теч”. Ли сматра да је могуће да је Тич испричао Бонету за свој план да прими помиловање. Предложио је Бонету да уради исто, па да постане корсар за Енглеску, пошто је на помолу био рат четворног савеза и Шпаније. Ли сугерише и да је Тич понудио да врати “Освету” Бонету. Констам (2007) има слично мишљење, он мисли да је за Тича “Освета краљице Ане” постала непоуздана. Кад год би се усидрили, вест о томе би брзо дошла до околних градова и колонија, па су бродови одлагали испловљавање. Било је мудро за Тича да се не задржава предуго на једном месту, али уништавање брода је ипак била екстремна мера.

### Помиловање
Пре него што је са својим преосталим слупом кренуо северно до залива Окракок, Тич је оставио 25 чланова своје посаде на малом пешчаном острву, које је било једну лигу удаљено од континента. Можда су открили његов план, па је ово урадио да би угушио њихове протесте. Бонет их је спасао два дана касније. Тич је продужио ка Бату, где је њега и његову посаду помиловао гувернер Еден, само пар дана након што је Бонет остао без помиловања.
Преселио се у Бат, на источну страну залива код Плум Поинта, близу Еденовог дома. Током јула и августа, путовао је од града до слупа у Окракорку. Џонсон тврди да је оженио ћерку локалног земљопоседника, мада нема доказа за то. Еден је дозволио Тичу да отплови на Сент Томас, не би ли постао корсар (ово је био добар начин да се проблематични гусари изведу из мањих градова), и Тичу је званично дато право власништва над његовим преосталим слупом, који је тада назвао “Авантура.” До краја августа, вратио се пиратерији, а Гувернер Пенсилваније је издао налог за његово хапшење. Тич је тада већ био далеко, вероватно у заливу Делавер. Када је напуштао Карибе, отео је два француска брода, пребацио сву посаду на један од њих, а други вратио у залив Окракок. У септембру је рекао Едену да је тај брод нашао напуштен на мору. Убрзо је сазван Заменски Адмиралски Суд, којим су преседали Тобајас Најт и Царински инкасатор. Пресудили су да је брод био напуштен, а од товара, 20 великих бурета шећера добио је Најт, а 60 Еден; остатак је припао Тичу и његовој посади.
Залив Окракок је био омиљено упориште Тича. Имао је одличан поглед на бродове који су пловили око североисточне Каролине; одатле је Тич и приметио да се приближава брод Чарлса Вејна, енглеског гусара. Неколико месеци раније, Вејн је одбио помиловање Вудса Роџерса и побегао ратним бродовима које је енглески капетан довео у Насау. Гонио га је и Тичев бивши командант Бенџамин Хорниголд, који је сада био ловац на гусаре. Тич и Вејн су провели неколико ноћи на јужном крају острва Окракок, у пратњи озлоглашених гусара Израела Хендса, Роберта Дила и Калико Џека.

### Александар Спортсвуд
Вест о Тичу и Вејну се прзо прочула међу оближњим колонијама, па је стигла и до Гувернера Пенсилваније, кога је ово толико узнемирило да је одмах послао два слупа да заробе гусаре. Нису успели да их заробе, али и гувернер Вирџиније, Александар Спотсвуд, био је узнемирен када је чуо да бивши пират са својом посадом живи у суседној држави. Неки бивши чланови Тичеве посаде већ су се били преселили у неколико градова‐лука у Вирџинији, због чега је Спотсвуд 10. јула издао прокламацију по којој су сви гусари били дужни да се јаве властима и одрекну свог оружја, а било им је забрањено и да путују у групама већим од три. Како је био на челу крунских колонија, Спотсвуд је са презиром гледао на поседничку колонију Северну Каролину; сматрао је да они нису способни да контролишу гусаре, који би се вероватно вратили пиратерији чим остану без новца, што би онда нашкодило трговини Вирџиније. 
Спотсвуд је сазнао да се у близини налази Вилијам Хауард, бивши интендантски официр “Освете краљице Ане” и наредио је да ухапсе њега и његова два роба, уз сумњу да зна где се скрива Тич. Спотсвуд није имао
овлашћење да им суди, због чега је Хауардов адвокат, Џон Холовеј, тужио Бренда, капетана брода њеног краљевског величанства “Лајм,” где је Хауард био затворен. Такође је у Хауардово име захтевао и одштету од 500 фунти за незаконито хапшење.
Спотсвудово веће је тврдило да Тичово присуство изазива кризу, те да, према статуту Вилијама трећег, гувернер има право да суди Хауарду без пороте. Оптужен је за неколико чина пиратерије које је наводно починио након датума одређеног за помиловања, у “слупу који је припадао поданицима шпанског краља.” Игнорисали су чињеницу да се то дешавало ван Спотсвудсове јурисдикције и да је брод тада званично припадао Хауарду. Једна оптужба се односила на два напада, од којих је један био брод за превоз робова код Чарлстонског спруда, са кога је, претпоставља се, дошао један од Хауардових робова. Хауард је оптужен за пиратерију и ишчекивало га је суђење испред Заменског Адмиралског Суда, али Бренд и његов колега, капетан Гордон (брод њеног краљевског величанства“Бисер”), одбијали су суђење док је Холовеј присутан. Холовеј је био љут због овога, али није имао избора него да се повуче, а заменио га је врховни тужилац Вирџиније, Џон Клејтон, кога је Спотсвуд описао као “поштенијег човека (од Холовеја)”. Хауард је проглашен кривим и осуђен на смрт вешањем; међутим, спасила га је наредба из Лондона да се сви гусари који су се предали помилују за дела пиратерије почињена пре 23. јула 1718. године.
У међувремену, Спотсвуд је од Хауарда добио информације о локацији Тича и планирао је да пошаље војску преко границе у Северну Каролину да га ухвате. Подржала су га два човека која су хтела да дискредитују гувернера Северне Каролине – Едвард Моузли и пуковник Морис Мур. Писао је и Одбору за трговину, сугеришући да би Краљевство имало финансијску корист од хапшења Тича. Спотсвуд је лично финансирао ову операцију, вероватно јер је веровао да је Тич имао много сакривеног блага. Капетанима Гордону и Бренду са “Бисера” и “Лајма” наредио је да копном оду у Бат. Поручнику Роберту Мејнарду са “Бисера” дата су два конфискована слупа, да би граду пришао са мора. An extra incentive for Teach's capture was the offer of a reward from the Assembly of Virginia, over and above any that might be received from the Crown. Додатни подстицај за хватање Тича била је и награда коју је нудила Скупштина Вирџиније, а која је била већа од било које друге. Мејнард је 17. новембра преузео контролу над два наоружана слупа. Дали су му 57 људи – 33 са “Бисера” и 24 са “Лајма.”
Мејнард и део ескадре са “Бисера” узели су већи брод и назвали га “Џејн;” остатак је ишао “Ренџером,” којим је командовао један од Мејнардових официра, господин Хајд. Неки од цивила који су чинили посаду ова два брода су остали на њима. Запловили су од Кикотана, уз реку Џејмс, 17. новембра. Слупови су пловили споро да би Брендова војска на копну имала време да стигне до Бата. Бренд је кренуо шест дана касније, и стигао на три миље од Бата 23. новембра. У Брендовој војсци била је и неколицина Севернокаролинаца, укључујући пуковника Мура и капетана Џеремају Вејла, који су послати да спрече побуну локалног становништва против присуства стране војске. Мур је отишао до града да провери да ли је Тич тамо; јавио је да није, али да га очекују “сваког часа.” Тада је Бренд отишао код гувернера Едена да га обавести шта намеравају да ураде. Идућег дана, Бренд је послао два кануа низ реку Памлико до залива Окракок да извиде да ли је Тич ту. Вратили су се после два дана, и рапортовали о ономе што се напослетку и прочуло.

### Последња битка
Мејнард је пронашао гусаре у унутрашјности острва Окракок, на вече 21. новембра. Њихов положај је утврдио уз помоћ бродова које је успут заустављао, али пошто није био упознат са локалним каналима и спрудовима, решио је да сачека јутро. Зауставио је све бродове који су ишли ка заливу – да би спречио да неко обавести Тича да су ту – и поставио стражу да мотри на оба слупа, да Тич не би побегао на море. На другом крају острва, Тич је имао госте, па није поставио стражу. Како је Израел Хендс био у Бату са 24 морнара са “Авантуре,” Тичева посада је бројала много мање људи. Према Џонсону (1724), Тич “није имао висе од 25 људи на броду,” али је “бродовима са којима је долазио у контакт причао да има 40”. Бренд је адмиралитету касније рапортовао да је било “13 белих и 6 црнаца.”
У зору, Мејнард је упловио у канал са два слупа, испред којих је ишао мали чамац са дубиномером. Са “Авантуре” су убрзо спазили чамац, и пуцали су на њега чим им је дошао у домет. Док се чамац убрзано повлачио ка “Џејн,” Тич је пресекао сидрењак “Авантуре.” Тичева посада је брзо подигла једра и окренула брод тако да су топови са десне стране били уперени ка Мејнардовим бродовима, који су се полако приближавали. Хајд је “Ренџера” померио са леве стране “Џејн,” и на оба брода су развили британску војну заставу. “Авантура” је кренула ка обали Окракока, ка уском каналу. Не зна се тачно шта се затим догодило. Џонсон тврди да је дошло до размене ватре, након чега се “Авантура” насукала на пешчани спруд, док се Мејнард усидрио и олакшао свој брод не би ли прешао изнад спруда. По другој верзији, “Џејн” и “Ренџер” су се насукали, мада Мејнард то не помиње у свом извештају.
 | align = right | width = 33%}}
Оно што је сигурно је да је “Авантура” окренула топове ка бродовима и пуцала. Бочна страна брода је била разарајућа: у само једном тренутку је Мејнард остао без трећине своје војске. На “Џејн” је рањено или убијено 20 морнара, а на “Ренџеру” 9. Хајд је био мртав, а његов други и трећи официр мртви или тешко рањени. Његов слуп је био толико оштећен, да више није имао никакву улогу у нападу. Опет се не зна тачно шта се затим догодило, али је могуће да су са “Џејн” пуцали из оружја и оштетили предње једро “Авантуре,” због чега је тај брод изгубио контролу и насукао се. Након Тичевог напада, можда су се и “Џејн” и “Ренџер” насукали; тада је битка постала трка чији ће брод први да заплови.
Поручник је држао доста својих људи у потпалубљу, и пошто је очекивао да се гусари укрцају на њихов брод, рекао им је да се припреме за борбу прса у прса. Тич је посматрао како се размак између бродова смањује и наредио својим људима да буду у приправности. До контакта између бродова је дошло када су са “Авантуре” закачили куке и када су бацили неколико бомби од барута и сачме са запаљеним фитиљима на палубу слупа. Док се дим рашчишћавао, Тич се са својим људима укрцао на брод. Задовољни што је брод био скоро празан, почели су да пуцају на малу групу људи на крми које је предводио поручник.
Остатак Мејнардових људи је изјурио из заклона, вичући и пуцајући. План да изненаде Тича и његову посаду је упалио, пирати су очигледно били затечени нападом. Тич је окупио своје људе и две групе су се бориле на палуби, која је већ била клизава од крви оних који су били убијени или повређени у Тичевом нападу. Мејнард и Тич су пуцали један на другог својим кубурама, а затим их бацили. Тич је извукао своју сабљу и успео да сломи Мејнардов мач. Иако су били боље увежбани и мало бројнији, гусари су били потиснути према прамцу, омогућавајући “Џејниној” посади да опколи Мејнарда и Тича, који је до тада био потпуно изолован. Како се Мејнар повукао да би поново пуцао, Тич је кренуо да га нападне, али један од Мејнардових људи му је пресекао врат. Како је био тешко рањен, неколико Мејнардових људи га је напало и убило. Остали пирати брзо су се предали. Оне који су остали на “Авантури” заробила је посада “Ренџера,” укључујући и једног човека који је планирао да запали собу са барутом и разнесе брод. Постоје различити спискови жртава ове битке: Мејнард је известио да је 8 његових људи и 12 пирата било убијено. Бренд је известио да је убијено 10 пирата и 11 Мејнардових људи. Спотсвуд је тврдио да је погинуло 10 пирата и 10 краљевих људи.
Мејнард је касније прегледао Тичево тело, запазивши да је био најмање пет пута упуцан и око двадесет пута исечен. Пронашао је и неколико предмета преписке, укључујући и писмо од Тобајаса Најта. Тичево тело бацили су у увалу, док су главу закачили да виси са косника Мејнардовог брода, како би могли да преузму награду.

## Наслеђе
Поручник Мејнард остао је на Окракоку још неколико дана, вршећи поправке и сахрањујући мртве. Тичев плен – шећер, какао, индиго и памук – пронађен „у гусарским слуповима и на обали у шатору у којем слупови стоје,“ продат је на аукцији заједно са шећером и памуком нађеним у штали Тобајаса Најта, за 2238 фунти. Гувернер Спотсвуд искористио је део овога да плати целу операцију. Наградни фонд за хватање Тича требало је да буде око 400 фунти, али је подељен између посада бродова њеног краљевског величанства “Лајм” и “Бисер.” Како капетан Бренд и његове трупе нису били ти који су ризиковали своје животе, Мејнард је сматрао да је ово крајње неправедно. Међутим, изгубио је већи део подршке коју је могао да има када је откривено да су он и његова посада узели око 90 фунти Тичевог плена. Ове две компаније нису примиле своју новчану награду наредне четири године, и упркос својој храбрости Мејнард није био унапређен, уместо тога ишчезао је у заборав.
Бренд је у Бату пронашао остатак Тичеве посаде и бивших сарадника, и пребацио их у Вилијамсбург у Вирџинији, где су ухапшени због пиратерије. Неколицина њих били су црнци, што је навело Спотсвуда да упита своје веће шта може да се уради са „околностима ових црнаца како би их изузели да не пролазе кроз исто суђење као остали пирати“. Упркос томе, њима је суђено заједно са њиховим сарадницима у главног згради Вилијамсбурга, по закону адмиралитета, 12. марта 1719. године. Нема записа о суђењима из тог дана, али је 14 од 16 оптужених проглашено кривим. Од преостале двојице један је доказао да је учествовао у борби из нужде, да је био на Тичевом броду само као гост на забави претходне ноћи, а не као гусар. Други, Израел Хендс, није био присутан у борби. Он је тврдио да га је Тич упуцао у колено током пијанке, као и да је за њега још увек важило краљевско помиловање.Остали гусари су били обешени и остављени да труну на вешалима дуж главног пута Вилијамсбурга (који је неко време после овога био познат као „Пут вешала“).
Гувернер Еден се стидео због Спотсвудове инвазије на Северну Каролину, док се Спотсвуд одрекао свог дела заплене. Он је бранио своје поступке, пишући лорду Картерету, акционару Провинције Каролина како би могао да има користи од продаје заплењене имовине и подсећајући грофа колико Вирџинијанаца је погинуло да би заштитило његове интересе. Залагао се за тајност операције сугеришући да Еден „не би могао никако да допринесе успеху плана“, а Едену је рекао да је добио овлашћење за хватање гусара од краља. Едена су жестоко критиковали због повезаности са Тичем и оптужен је као саучесник. Критикујући Едена, Спотсвуд је покушавао да ојача легитимитет своје инвазије. Ли (1974) закључује да иако је Спотсвуд можда мислио да циљ оправдава средство, он није имао законско овлашћење да нападне Северну Каролину, зароби гусаре, одузме њихову робу и распрода је на аукцији. Еден је без сумње имао исто мишљење. Како је Спотсвуд такође оптужио Тобајаса Најта да је у савезу са Тичем, 4. априла 1719. Еден је довео Најта на испитивање.
Израел Хендс је пар недеља раније сведочио да је Најт био на палуби “Авантуре” августа 1718. године, убрзо након што је Тич довео француски брод у Северну Каролину као награду. Четири гусара је сведочило да су са Тичем посетили Најтов дом како би му однели поклоне. Ово сведочење и писмо Мејнарда пронађено на Тичевом телу чинили су се уверљивим доказима, али Најт спремно спроводи своју одбрану. Иако је био веома болестан и близу смрти, довео је у питање поузданост Спотсвудових сведока. Тврдио је да је Израел Хендс говорио под принудом, а да по закону Северне Каролине, други сведок, Африканац, није могао да сведочи. Шећер, тврдио је, био је складиштен у његовој кући легално, а Тич га је посетио само пословно, у његовом службеном својству. Одбор је прогласио Најта невиним по свим тачкама оптужнице. Умро је касније те године.
Едена је узрујало то што су оптужбе против Најта настале током суђења у којем он није учествовао. Роба коју је Бренд одузео била је званично власништво Северне Каролине и Еден га је сматрао лоповом. Свађа је стално беснела између колонија, до Еденове смрти 17. марта 1722. Његов тестамент је именовао за корисника једног Спотсвудовог непријатеља, Џона Холовеја. Исте године, Спотсвуда, који се годинама борио против својих непријатеља у Дому лордова и већу, заменио је Хју Дрисдејл, када су убедили Роберта Валпола да делује.

## Савремено гледиште
Званични ставови о гусарима понекад се сасвим разликују од ставова савремених аутора, који своје субјекте ч есто описују као одвратне одметнике мора. Енглеска влада је корсаре који су постали гусари обично сматрала за резервну поморску снагу, а понекад су их и активно подстицали; тако је давне 1581. краљица Елизабета прогласила Френсиса Дрејка витезом, када се вратио у Енглеску са експедиције око света са пленом процењене вредности 1.500.000 фунти.
Краљевска помиловања су често била издавана, обично када је Енглеска била на ивици рата и мишљење јавности о пиратима је често било повољно, неки су сматрали и да су налик заштитницима. Економиста Питер Лисон верује да су пирати углавном били лукави пословни људи, далеко од савременог, романтизираног схватања о њима као о убилачким тиранима. Међутим, након што се Вудс Роџерс 1718. искрцао на Нови Провиденсе и окончао пиратску републику, пиратерија у Западноиндијским острвима је окончана. Без лако доступног тржишта где би продали своју крадену робу, пирати су се свели на пуку егзистенцију, и након готово читавог века поморског ратовања између Британаца, Француза и Шпанаца ‐ током којег су морнари лако могли наћи запослење ‐ усамљени корсари нашли су се у мањини у односу на моћне бродове које је британска империја запослила да бране њену трговачку флоту. Популарност трговине робљем помогла је да се приведе крају гранично стање Западноиндијских острва, и у овим условима, пиратерија није више могла да се развија као некада.
Од краја овог златног доба пиратерије, Тич и његови подвизи постали су тема предања, инспиративних књига, филмова, па чак и вожњи у забавним парковима. Извор великог дела онога што се о њему зна може бити „Општа историја пљачкања и убистава најозлоглашенијих гусара“ Чарлса Џонсона, објављена у Британији 1724. Џонсон је био признати познавалац гусара, његови описи личности попут Ен Бони и Мери Рид годинама су били неопходно штиво за оне који су заинтересовани за ову тему. Читаоце су заголицале његове приче и друго издање је брзо изашло, иако писац Ангус Констам претпоставља да је Џонсонов приступ Црнобрадом био „помало обојен како би направио сензационалнију причу“. Ипак, углавном се сматра да је Општа историја поуздан извор. Џонсон је можда био преузет псеудоним. Како су Џонсонове приче потврђене личним и званичним извештајима, Ли (1974) сматра да, ко год да је он био, имао је приступ службеној преписци. Констам шпекулише даље, сугеришући да је Џонсон можда био енглески писац Чарлс Џонсон, британски издавач Чарлс Ривингтон или писац Данијел Дефо. У свом делу из 1951. „Дивни дани пиратерије“, аутор Џорџ Вудбери пише да је Џонсон „очигледно псеудоним“, настављајући: „човек не може, а да не посумња да је и он сам био пират“.
Упркос својој озлоглашености, Тич није био најуспешнији пират. Процењује се да су Хенри Евери, богати човек у пензији, и Бартоломју Робертс узели пет пута више од онога што је Тич украо. Ловци на благо дуго су били опседнути тражењем било каквог трага његове наводне залихе злата и сребра, али ништа пронађено на бројним истраживаним локалитетима дуж источне обале САД никада није повезано са њим. Неке приче наводе да су пирати често убијали једног заробљеника на месту где су закопали свој плен, и Тич није био изузетак у овим причама, али није чудно што ништа није пронађено; закопано благо пирата често се сматра савременим митом, за који готово не постоје докази. Доступни списи не садрже ништа што би указивало да је закопавање блага била уобичајена пракса, осим у машти писаца фиктивних дела, попут “Острва с благом”. Такве залихе би захтевале једног богатог власника, а њихово наводно постојање занемарује командну структуру пиратског брода, у којој је посада често имала право гласа.
Једини пират за кога се икада знало да је закопавао благо био је Вилијам Кид, једино благо до сада пронађено из Тичевих подвига је оно узето са олупине онога за шта се претпоставља да је “Освета краљице Ане,” пронађено 1996. Од 2009. је пронађено више од 250.000 артефаката. Асортиман је јавно изложен у Поморском музеју Северне Каролине.
Постоје разне сујеверне приче о Тичевом духу. Необјашњива светла на мору често се називају “Тичева светлост”, а неки предања тврде да озлоглашени гусар сада лута загробним животом, тражећи своју главу, из страха да га његови пријатељи и Ђаво неће препознати. У причи из Северне Каролине, Тичева лобања је употребљена као основа за сребрни пехар за пиће; локални судија је чак тврдио да је пио из њега једне ноћи 1930‐их.
Име Црнобради везује се за многе локалне атракције, попут Чарлстонове увале Црнобрадог. Његово име и личност често се јављају у литератури. Он је главни лик фиктивног дела Матилде Даглас из 1835, “Црнобради: једна страна из колонијалне историје Филаделфије”. У фикцији “Доба неразумности” Грегорија Киза, он се појављује као гувернер колоније, а прича Тима Пауерса из 1988 “На чуднијим плимама” говори о његовом формирању савеза гусара. Филмске интерпретације његовог живота укључују: “Пират Црнобради” (1952), “Дух Црнобрадог” (1968), “Црнобради: терор на мору“ (2005), као и мини серија канала Холмарк из 2006. “Црнобради.” Паралеле се такође повлаче између Џонсоновог Црнобрадог и лика капетана Џека Спероуа из авантуристичког филма из 2003. “Пирати са Кариба: Проклетство Црног бисера” .